# Elemér Berkessy
Elemér Berkessy (Nagyvárad, Imperio austrohúngaro; 20 de junio de 1905 – Barcelona, España; 7 de julio de 1993) fue un futbolista y entrenador húngaro.

## Clubes

### Jugador
| Club              | País    | Año         | Partidos | Goles |
| ----------------- | ------- | ----------- | -------- | ----- |
| CA Oradea         | Rumania | 1921-1923   |          |       |
| CAM Petroşani     | Rumania | 1923-1930   |          |       |
| Ferencváros T. C. | Hungría | 1930-1932   |          |       |
| RC París          | Francia | 1932-1934   |          |       |
| F. C. Barcelona   | España  | 1934-1936   | 52       | 8     |
| Le Havre AC       | Francia | 1936-1937   |          |       |
| Total carrera     | -       | 1921 - 1937 |          |       |